# Мішечницеві
Мішечницеві (Psychidae) — родина лускокрилих, яка містить приблизно 1350 видів. Мішечницеві поширені по всьому світу, а деякі, як-от Apterona helicoidella, у наш час заселяють континенти, де вони не є місцевими.

## Морфологічні особливості
Це метелики малого або середнього розміру, ротові частини яких сильно редуковані. На відміну від самців, самиці часто безкрилі. Самці зазвичай непомітні, з відносно тонкою лускою; малюнок крил зазвичай відсутній або розвинений слабко. У самців розмах крил становить від 8 до 56 мм. Їхні вусики добре розвинені та подвійно гребінчасті. У деяких видів самиця нагадує самця, за винятком того, що вусики не мають широкого оперення, але частіше самиця схожа на гусеницю (личиноподібна), без добре розвинених крил, ніг, вусиків і ротового апарату. Гусениці мають кусаючий ротовий апарат і добре розвинену грудину, але черевні ноги часто дегенеровані. Личинки живуть у мішечках із шовку та землі або частин рослин. Мішечки мають розміри від менше ніж 1 см до понад 15 см. Мішечки зазвичай більш-менш мішкоподібні або циліндричні, але можуть мати й іншу форму, наприклад мушлю равлика. Яйця відкладаються всередині мішечка, і коли вони вилуплюються, личинки виходять і будують власні.

## Поширення
Мішечницеві поширені по всій земній кулі, але найбільше їх у саванах Африки та Південної Америки.

## Біологія
Більшу частину свого розвитку гусениці проводять в мішечку з рослинних залишків або часток піщинок. Часто структура мішечка та використовувані матеріали є специфічними для певного виду. Гусениці пересуваються в мішку і харчуються з нього своїми харчовими рослинами. Все линяння й окуклювання відбуваються в мішку. Він постійно розширюється, оскільки личинка збільшується в розмірах. Перед окуклюванням передній кінець мішка закручується основою. Зимівля відбувається на стадії личинки, деякі види розвиваються протягом кількох років.
Після вилуплення безкрилі самиці часто залишаються сидіти на мішку і спаровуються самцями, що наближаються. Статеві феромони відіграють важливу роль у пошуку партнера. Тривалість життя метеликів коротка; самці живуть лише кілька годин, а самиці лише кілька днів. Тільки з цієї причини вилуплення статей має бути синхронізованим, щоб забезпечити успішне спаровування. Для деяких видів час вилуплення припадає на ранній ранок (близько 5 години ранку). У деяких видів відомий партеногенез.
Багато видів є багатоїдними, але деякі види спеціалізуються на одному типі харчових рослин.
Деякі види вважаються комахами-шкідниками через пошкодження таких дерев, як Acacia baileyana в Південній Африці та апельсинове дерево у Флориді. Якщо це виявлено на ранній стадії, рішенням може бути видалення вручну. Якщо це призводить до надмірної роботи, використовують інсектициди.
Серед ворогів — птахи та інші комахи. Птахи часто поїдають трупи самок, повні яєць. Оскільки яйця тверді, вони проходять через травну систему птиці неушкодженими, що забезпечує поширення виду на великі відстані.

## Підродини й роди
Підродини й роди:
Incertae sedis
- Acoremata Davis, 1998
- Afropsyche Dierl, 1972
- Albidopsis Bourgogne, 1975
- Altobankesia Dierl, 1966
- Antillonatus Aguila & Davis, 2016
- Apaphristis Meyrick, 1915
- Apoecis Diakonoff, 1955
- Aprata Moore, 1883
- Ardiosteres Meyrick, 1893
- Asynetha Bourgogne, 1977
- Barandra Moore, 1888
- Brachygyna Davis, 2000
- Colpotorna Meyrick, 1920
- Commotrias Meyrick, 1924
- Criocharacta Meyrick, 1939
- Deborreides Bourgogne, 1982
- Deloscopa Meyrick, 1934
- Diaphanopsyche Clench, 1959
- Dichromopsyche Clench, 1959
- Dierla Bourgogne, 1978
- Dipyle Guérin-Méneville, 1867
- Elinostola Meyrick & Lower, 1907
- Eopsyche Kozhanchikov, 1960
- Eurukuttarus Hampson, 1891
- Fallacipsyche Bourgogne, 1977
- Gyrophylla Turner, 1935
- Iphierga Meyrick, 1893
- Janseides Bourgogne, 1979
- Lamyristis Meyrick, 1911
- Lepidoceropsyche Saigusa & Sugimoto, 2022
- Lepidoscia Meyrick, 1893
- Malacograptis Meyrick, 1922
- Mallobathra Meyrick, 1888
- Mecynopla Bourgogne, 1979
- Mesopolia Walsingham, 1897
- Metacharistis Meyrick, 1922
- Metasticha Meyrick, 1921
- Monda Walker, 1865
- Napecoetes Turner, 1913
- Neomeristis Meyrick, 1919
- Oecobia Scott, 1864
- Oedonia Kirby, 1892
- Pagodiella Betrem, 1952
- Picrospora Meyrick, 1912
- Piestoceros Meyrick, 1907
- Plumana Busck, 1911
- Pseudometisa Dierl, 1972
- Psychanisa Walker, 1855
- Psychites Kozlov, 1989
- Pyraphlecta Tams, 1932
- Rasicota Moore, 1890
- Reductoderces Salmon & Bradley, 1956
- Rhathamictis Meyrick, 1924
- Sclerophricta Meyrick, 1918
- Sematocera Durrant, 1892
- Sentica Walker, 1863
- Sindonophora Meyrick, 1917
- Sphaericobathra Meyrick, 1933
- Sucinopsyche Sobczyk, 2013
- Themeliotis Meyrick, 1910
- Titanomis Meyrick, 1888
- Trapezoritis Meyrick, 1932
- Tretoscopa Meyrick, 1916
- Trigonocyttara Turner, 1945

Arrhenophaninae
- Arrhenophanes Walsingham, 1913
- Cnissostages Zeller, 1863
- Dysoptus Walsingham, 1914
- Notiophanes Davis & Edwards, 2003
- Palaeophanes Davis, 2003

Epichnopteriginae
- Acentra Burrows, 1932
- Bijugis Heylaerts, 1881
- Epichnopterix Hübner, 1825
- Heliopsychidea Pinker, 1956
- Kurentzovia Solyanikov, 2001
- Mauropterix Rutjan & Weidlich, 2008
- Montanima Sieder, 1949
- Paucivena Davis, 1975
- Psychidea Rambur, 1866
- Psychidopsis Kozhanchikov, 1956
- Psychocentra Meier, 1963
- Rebelia Heylaerts, 1900
- Reisseronia Sieder, 1956
- Stichobasis Kirby, 1892
- Whittleia Tutt, 1900

Eumasiinae
- Eumasia Chrétien, 1904

Metisinae
- Brachycyttarus Hampson, 1893
- Metisa Walker, 1855
- Pteroma Hampson, 1893

Naryciinae
- Conoeca Scott, 1865
- Dahlica Enderlein, 1912
- Diplodoma Zeller, 1852
- Eudahlica Solyanikov, 2003
- Kearfottia Fernald, 1904
- Loprada Urra, 2018
- Narycia Stephens, 1833
- Paranarychia Saigusa, 1961
- Ruilesia Urra, 2019
- Sauterelia Weidlich, 2000
- Trigonodoma Sugimoto & Saigusa, 2004

Oiketicinae
- Acanthoecia de Joannis, 1929
- Acanthopsyche Heylaerts, 1881
- Amatissa Walker, 1862
- Amicta Heylaerts, 1881
- Animula Herrich-Schäffer, 1856
- Apterona Millière, 1857
- Aspinoides Sobczyk, 2013
- Astala Davis, 1964
- Auchmophila Rebel, 1906
- Bambalina Moore, 1883
- Bathromelas Turner, 1947
- Biopsyche Dyar, 1906
- Bourgognea Dierl, 1972
- Canephora Hübner, 1822
- Cathopsyche Das, 1956
- Chalioides Swinhoe, 1892
- Chaliopsis Betrem & Ossowski, 1956
- Clania Walker, 1855
- Claniades Bethune-Baker, 1908
- Curtorama Davis, 1964
- Dappula Moore, 1883
- Deborrea Heylaerts, 1884
- Dendropsyche Jones, 1926
- Eucalyptipsyche Yang, 1997
- Eucoloneura Davis, 2002
- Eumeta Walker, 1855
- Heylaertsia Hampson, 1893
- Hyalarcta Meyrick & Lower, 1907
- Hyalinaria Bethune-Baker, 1910
- Hyaloptila Turner, 1947
- Hyaloscotes Butler, 1881
- Kophene Moore, 1879
- Kotochalia Sonan, 1935
- Leptopterix Hübner, 1825
- Lindnerica Dierl, 1965*
- Liothula Fereday, 1878
- Loebelia Pinker, 1956
- Lomera Walker, 1855
- Lumacra Davis, 1964
- Mahasena Moore, 1877
- Malgassopsyche Bourgogne, 1984
- Manatha Moore, 1877
- Megalophanes Heylaerts, 1881
- Metaxypsyche Davis, 1975
- Metura Walker, 1855
- Moffatia Moore, 1890
- Naevipenna Davis, 1964
- Nipponopsyche Yazaki, 1926
- Obtexocorytus Sobczyk, 2009
- Oreopsyche Speyer, 1865
- Orophora Fereday, 1878
- Pachythelia Westwood, 1848
- Palaeoacanthopsyche Arnscheid & Weidlich, 2017
- Paracharactis Meyrick & Lower, 1907
- Perianthosuta
- Phalacropterix Hübner, 1825
- Phasmyalea Turner, 1947
- Plutorectella Strand, 1924
- Pseudoclania Bethune-Baker, 1915
- Psomocolaides Sobczyk, 2013
- Pteroxys Hampson, 1893
- Ptilamicta Kozhanchikov, 1956
- Ptilocephala Rambur, 1866
- Sterrhopterix Hübner, 1825
- Thanatopsyche Butler, 1882
- Thyridopteryx Stephens, 1835
- Urobarba Dierl, 1969
- Zamopsyche Dyar, 1923

Placodominae
- Australoplacodoma Sobczyk & Mey, 2007
- Placodoma Chrétien, 1915

Pseudarbelinae
- Casana Walker, 1865
- Linggana Roepke, 1957
- Pseudarbela Sauber, 1902

Psychinae
- Armidalia Weidlich, 2001
- Atelopsycha Meyrick, 1937
- Basicladus Davis, 1964
- Ceratosticha Meyrick, 1935
- Cryptothelea Duncan, 1841
- Elegistis Meyrick, 1911
- Epaleura Meyrick, 1917
- Heckmeyeria Heylaerts, 1880
- Ilygenes Meyrick, 1938
- Patromasia Meyrick, 1926
- Peloponnesia Sieder, 1959
- Prochalia Barnes & McDunnough, 1913
- Proutia Tutt, 1899
- Pseudofumea Rebel, 1935
- Psyche Schrank, 1801
- Pusillopsyche Sobczyk, 2008
- Striglocyrbasia Sugimoto & Saigusa, 2001
- Tayalopsyche Sugimoto & Saigusa, 2002

Scoriodytinae
- Scoriodyta Meyrick, 1888

Taleporiinae
- Archaeoneura Turner, 1944
- Bankesia Tutt, 1899
- Barbaroscardia Walsingham, 1891
- Capulopsyche Unnikrishnan, Sobczyk, Jose & Jose, 2023
- Cathalistis Meyrick, 1917
- Cebysa Walker, 1854
- Cuphomantis Meyrick, 1935
- Eotaleporia Sauter, 1986
- Grypotheca Dugdale, 1987
- Kozhantshikovia Saigusa, 1961
- Lytrophila Meyrick, 1913
- Pseudobankesia Meier, 1963
- Sapheneutis Meyrick, 1907
- Sciopetris Meyrick, 1891
- Solemasia Zagulajev, 1996
- Struthisca Meyrick, 1905
- Taleporia Hübner, 1825
- Thranitica Meyrick, 1908
- Zelomora Meyrick, 1915

Typhoniinae
- Aeonoxena Meyrick, 1928
- Amiantastis Meyrick, 1932
- Anatolopsyche Sugimoto & Saigusa, 2003
- Bacotia Tutt, 1899
- Bythogenes Meyrick, 1937
- Cossidopsyche Sobczyk, 2009
- Degia Walker, 1862
- Degiella Sobczyk, 2009
- Dissoctena Staudinger, 1859
- Dissoctenioides Rebel, 1935
- Eochorica Rebel, 1940
- Eriochrysis Meyrick, 1937
- Eudissoctena Rebel, 1935
- Eumelasina Kozhanchikov, 1956
- Guttulapsyche Sobczyk, 2021
- Gymnelema Heylaerts, 1891
- Kalliesia Sobczyk, 2004
- Lasioctena Meyrick, 1887
- Lithopleurota Meyrick, 1939
- Luffia Tutt, 1899
- Microcossus Walsingham, 1887
- Penestoglossa Rogenhofer, 1875
- Perisceptis Meyrick, 1931
- Pseudomelasina Sobczyk, 2008
- Pterogyne Davis, 1975
- Trichocossus Hampson, 1910
- Typhonia Boisduval, 1834
- Westia Fletcher, 1982